# Réka Rohács
Réka Rohács (Budapest, 28 maggio 2000) è una nuotatrice ungherese, specializzata nel nuoto di fondo.

## Biografia
Ha rappresentato l'Ungheria ai mondiali di Gwangju 2019.
Agli europei di Budapest 2020, disputati nel maggio 2021 presso il lago Lupa, ha vinto la medaglia di bronzo nella 5 km a squadre, gareggiando con Dávid Betlehem, Anna Olasz e Kristóf Rasovszky. Nella 10 km si è classificata decima.

## Palamarès
| Anno | Manifestazione | Sede     | Evento         | Risultato | Prestazione | Note |
| ---- | -------------- | -------- | -------------- | --------- | ----------- | ---- |
| 2019 | Mondiali       | Gwangju  | 5 km           | 18ª       | 58'14"8     |      |
| 2019 | Mondiali       | Gwangju  | 10 km          | 22ª       | 1h55'26"7   |      |
| 2019 | Mondiali       | Gwangju  | 5 km a squadre | 8ª        | 55'02"7     |      |
| 2021 | Europei        | Budapest | 10 km          | 10ª       | 1h59'33"2   |      |
| 2021 | Europei        | Budapest | 5 km a squadre | Bronzo    | 54'18"5     |      |
| 2022 | Mondiali       | Budapest | 6 km a squadre | Argento   | 1h04'43"0   |      |
| 2022 | Europei        | Roma     | 10 km          | 10ª       | 2h03'22"3   |      |
| 2022 | Europei        | Roma     | 5 km a squadre | Argento   | 59'53"9     |      |